# Omphalea
Omphalea es un género de plantas perteneciente a la familia Euphorbiaceae y el único género de su tribu (Omphaleae). Comprende 22 especies de arbustos o árboles tropicales, 12 de ellos nativos de América.

## Descripción
Son arbustos, árboles o bejucos, tallos con látex rosado o rojizo; plantas monoicas. Hojas alternas, simples, enteras o lobadas, pinnatinervias o palmatinervias; pecíolos con 2 glándulas apicales, estipuladas. Inflorescencias unisexuales o bisexuales, generalmente terminales, espigadas o racemosas a paniculadas, brácteas subyacentes a los fascículos de flores foliosas, generalmente con 2 glándulas, flores apétalas; flores estaminadas con 4 o 5 sépalos, imbricados, disco anular o rudimentario, estambres 2 o 3, filamentos connados, anteras en la periferia de los conectivos dilatados, pistilodio ausente; flores pistiladas cortamente pediceladas, sépalos 4 o 5, imbricados, disco ausente, ovario 2 o 3 (4)-locular, 1 óvulo por lóculo, estilos no lobados, connados en una columna gruesa. Fruto de pared gruesa y carnosa, indehiscente o capsular; semillas redondeadas, ecarunculadas.

## Taxonomía
El género fue descrito por Carlos Linneo y publicado en Systema Naturae, Editio Decima 1254, 1264, 1378. 1759.

## Algunas especies
- Omphalea bracteata
- Omphalea brasiliensis
- Omphalea celata
- Omphalea diandra
- Omphalea grandifolia
- Omphalea hypoleuca
- Omphalea malayana
- Omphalea megacarpa
- Omphalea oleifera
- Omphalea queenslandiae
- Omphalea sargentii
- Omphalea triandra - avellano de Cuba[3]
- Omphalea trichotoma
- Omphalea tricocca